# Hutka (Słowacja)
Hutka (rusiń. Гутка, Hutka) – wieś (obec) na Słowacji położona w kraju preszowskim, w powiecie Bardejów. Pierwsze wzmianki o miejscowości pochodzą z roku 1618.
W Hutce znajduje się drewniana dawna cerkiew greckokatolicka, obecnie prawosławna z 1923.
Według danych z dnia 31 grudnia 2010, wieś zamieszkiwało 85 osób, w tym 48 kobiet i 37 mężczyzn.
W 2001 roku rozkład populacji względem narodowości i przynależności etnicznej wyglądał następująco:
- Słowacy – 78,72%
- Polacy – 1,06%
- Rusini – 17,02%
- Ukraińcy – 2,13%